# Longkou (köpinghuvudort i Kina, Hubei Sheng, lat 29,94, long 113,76)
Longkou (kinesiska: 龙口, 龙口镇) är en köpinghuvudort i Kina. Den ligger i provinsen Hubei, i den centrala delen av landet, omkring 87 kilometer sydväst om provinshuvudstaden Wuhan. Antalet invånare är 41 425. Befolkningen består av 19 498 kvinnor och 21 927 män. Barn under 15 år utgör 13,0 %, vuxna 15-64 år 78 %, och äldre över 65 år 8,0 %.
Runt Longkou är det tätbefolkat, med 276 invånare per kvadratkilometer. Närmaste större samhälle är Wulin, 16,0 km väster om Longkou. Trakten runt Longkou består till största delen av jordbruksmark.
Genomsnittlig årsnederbörd är 1 743 millimeter. Den regnigaste månaden är maj, med i genomsnitt 244 mm nederbörd, och den torraste är januari, med 42 mm nederbörd.